# Revsunds tingslag
Revsunds tingslag var ett tingslag i Jämtlands län.
Revsunds tingslag bildades 1741. Tingslaget upphörde 1906 då verksamheten överfördes till Revsunds, Brunflo och Näs tingslag. 
Tingslaget ingick till 1812 i Jämtlands domsaga, mellan 1812 och 1879 i Norra Jämtlands domsaga och från 1879 i Jämtlands östra domsaga.   

## Socknar
Revsunds tingslag omfattade fem socknar: 
- Bodsjö socken
- Bräcke socken
- Nyhems socken
- Revsunds socken
- Sundsjö socken